# Beechcraft Queen Air
O Beechcraft Queen Air é um avião leve bimotor produzido pela Beechcraft em várias versões, de 1960 a 1978. Baseado no Twin Bonanza, com o qual compartilha componentes-chave, como asas, motores e superfícies da cauda, mas apresentando uma fuselagem maior, serviu de base para a bem-sucedida série King Air de aeronaves turboélice. É frequentemente utilizado como uma aeronave particular, um utilitário ou um pequeno avião de passageiros. Foi produzido por 17 anos.

## Design e desenvolvimento
A aeronave Twin Bonanza estava atingindo os limites de melhorias, então a Beechcraft decidiu desenvolver um projeto com uma fuselagem maior e uma nova cauda, a qual designou como Beech 65. No início do desenvolvimento, o Exército dos Estados Unidos, que era cliente do Twin Bonanza (designado como L-23 "Seminole"), encomendou 68 aeronaves sob a designação de L-23F. O protótipo do Beech 65 voou pela primeira vez em 28 de agosto de 1958.
O Queen Air é um monoplano bimotor de nove lugares e cabine cantiléver, de asa baixa, com trem de pouso retrátil e roda no nariz. Foi inicialmente alimentado por dois motores a pistão Lycoming IGSO-480, de seis cilindros opostos e que geravam 340 hp (250 kW).
O Modelo 65 recebeu um certificado de tipo da Federal Aviation Authority (FAA), em 4 de fevereiro de 1959, com as primeiras entregas iniciadas logo depois. Em 8 de fevereiro de 1960, um Queen Air alcançou o recorde de altura de 34.862 pés.
O Modelo 65 básico estava em produção até 1967, quando o Modelo A65 aprimorado com cauda em vez de vertical foi introduzido. A produção continuou com outras variantes, incluindo motores de pressurização e turboélice.

## Variantes

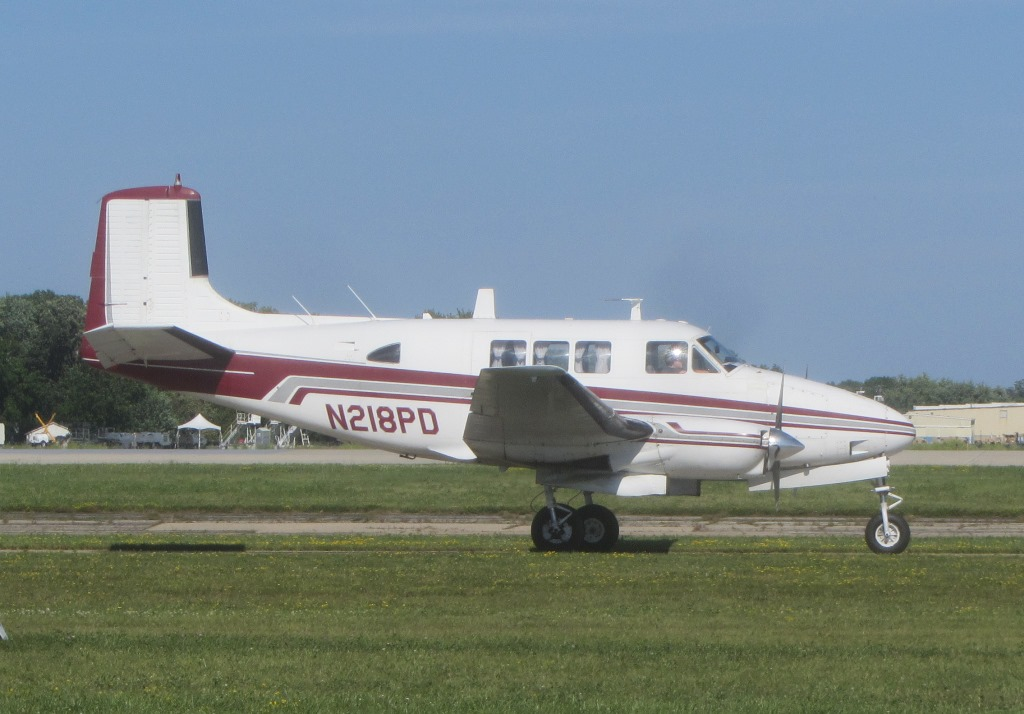
Beechcraft Modelo 65 Queen Air

### 65
Esta é a versão inicial do Queen Air, equipado com dois motores Lycoming IGSO-480, produzindo 340 hp (250 kW). Equipado com vão curto, asas e uma cauda reta não enflechada. Tinha um peso bruto de 7,700 lb (3,500 kg) . Foram construídas 316 unidades, de 1959 a 1967.

### A65
Produzido pela primeira vez em 1967, o A65 é muito semelhante ao 65 reto. A principal mudança foi a adição de uma cauda varrida com uma barbatana dorsal. O combustível disponível também foi aumentado, com uma capacidade máxima de 264 galões, quando tanques auxiliares eram instalados. Um total de 96 A65 foram construídos de 1967 a 1970. 

### 70
Introduzido em 1968, é uma aeronave é semelhante ao A65, na medida em que é alimentada pelo mesmo motor Lycoming IGSO-480, porém possui a asa mais longa, permitindo que o 70 tenha uma capacidade de elevação maior do que o 65, mas com menor consumo de combustível e custo operacional do que o 80. É, essencialmente, um A65 com a asa B80. Seu peso bruto é 8,200 lb (3,700 kg) . Um total de 35 foram construídos entre 1969 e 1971. 

### 80
Voando pela primeira vez em 22 de junho de 1961 e certificado em 20 de fevereiro de 1962,  o Queen Air 80 (também conhecido como Modelo 65-80) foi o primeiro dos Queen Airs a ter a cauda enflechada, embora mantivesse a cauda curta do Modelo 65. Foi alimentado por motores Lycoming IGSO-540, que produziam 380 hp (280 kW) . O peso bruto é 8,000 lb (3,600 kg). 148 foram construídos, de 1962 a 1963. 

### A80

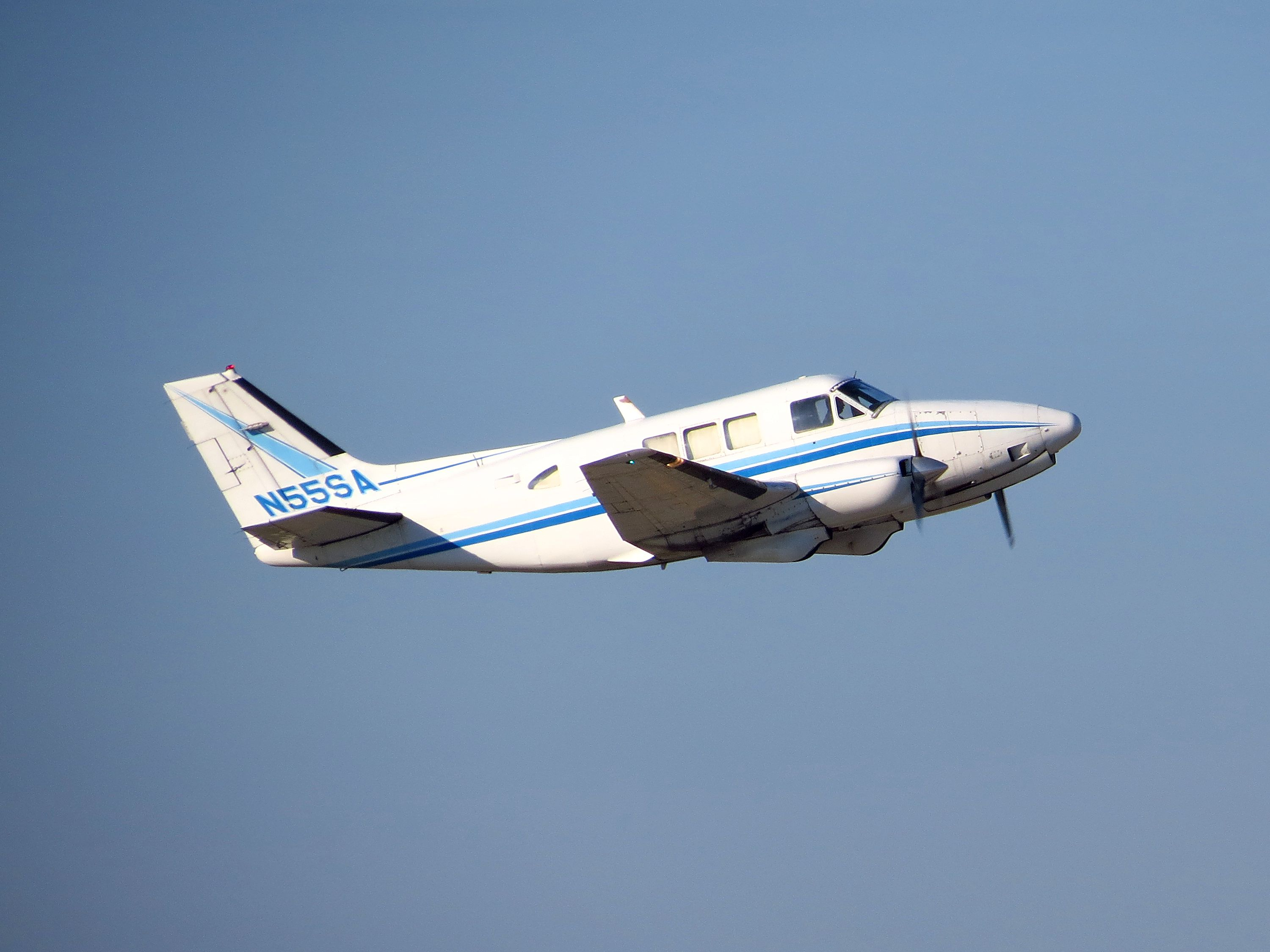
Bemidji Airlines Faia 65-A80

O Queen Air A80 (também conhecido como Modelo 64-A80) foi lançado em 1964 e tinha uma nova asa, a envergadura aumentando de 13,98 m para 15,32 m.   Outras mudanças importantes no A80 incluíram um redesenho do nariz, um aumento na capacidade de combustível e de 500 libras no peso de decolagem, totalizando 8,500 lb (3,900 kg).   121 foram construídos entre 1964 e 1966. 

### B80
Introduzido em 1966, o B80 seria o modelo de produção final. Foi de longe o Queen Air produzido por mais tempo, durante cerca de doze anos. Disponível com motores Lycoming IGSO-540-A1A, de 380 hp, ou o Lycoming IGSO-540-A1D, de 360 hp. Sua maior melhoria foi o aumento do peso bruto para 8,800 lb (4,000 kg). Um total de 242 aeronaves foram construídas, de 1966 a 1977. 

### 88

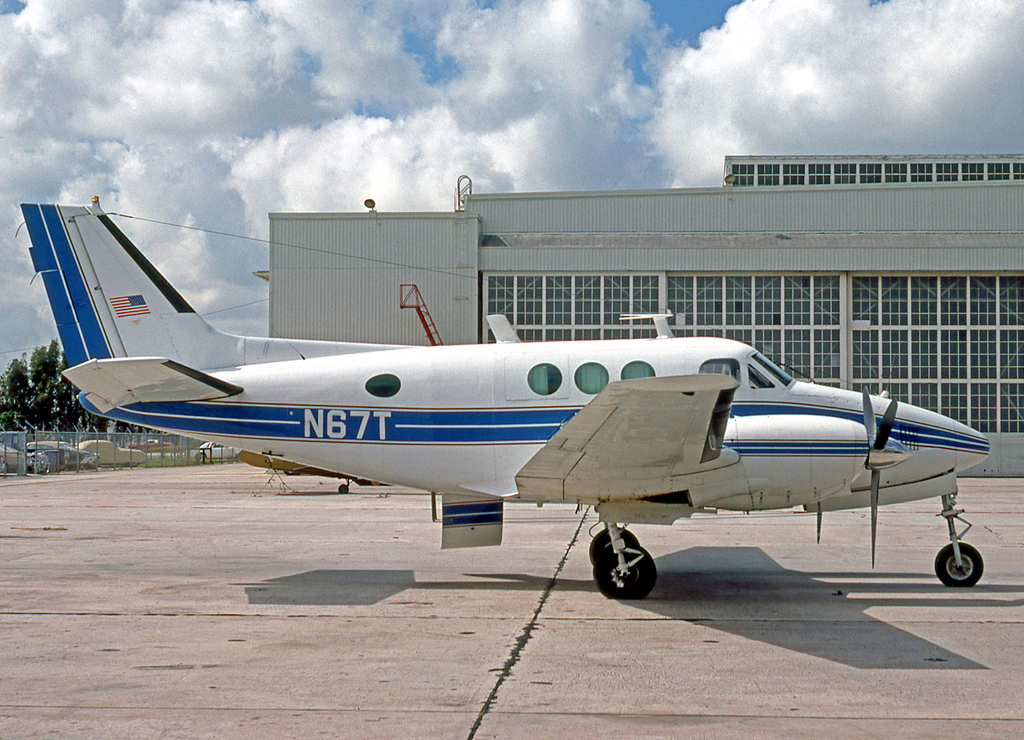
Modelo 88 Queen Air pressurizado, construído em 1966, com janelas circulares na fuselagem.

Introduzido em 1965, o modelo 88 é uma versão pressurizada do Queen Air. Esta aeronave apresentava janelas de cabine redondas que faziam o 88 parecer bastante semelhante a um King Air da série 90. Ele também compartilha os motores e a asa longa do B80. As vendas foram fracas devido ao seu maior preço e menor carga útil em comparação com o B80. Apenas 47 exemplares foram produzidos, dos quais dois foram convertidos para o padrão King Air. O modelo 88 foi retirado da produção em 1969. Os dois primeiros modelos da designação oficial do King Air foram BE65-90 e BE65-A90,  devido à sua herança Queen Air.

### Detalhes do número de produção
Esta lista fornece um relato detalhado da produção da Beechcraft de variantes individuais. Números de produção por ano da lista de serialização Hawker Beechcraft.  
- 65 e A65 - 339 construídos
- 70 - 37 construídos
- 80, A80, B80 - 509 construídos
- 88 - 45 construídos
- Total - 930 construídos